# District municipal de Techiman
Le district municipal de Techiman (Techiman Municipal District, en Anglais) est l’un des 22 districts de la Région de Brong Ahafo au Ghana.

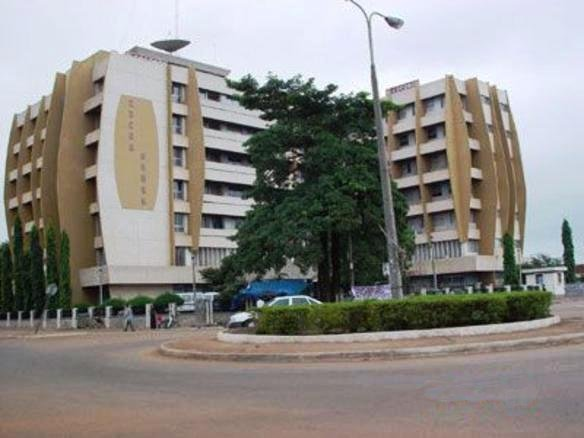
La Maison du Cacao Sunyani

## Villes et villages du district
| - Techiman - Kenten - Tuobodom - Aworowa - Tanoso | - Offuman - Takofiano - Krobo - Buoyem - Akrofrom | - Oforikrom - Asueyi - Fiaso - Nkwaeso - Nsuta | - Mangoase - Tanoboase - New Techiman - Ahansua - Mesidan |

## Sources
- (en) Site de Ghanadistricts